# Gijsbert Verhoek
Gijsbert o Gysbert Verhoek,   o Verhoeck (Bodegraven, 1644 – Amsterdam, 10 febbraio 1690), è stato un pittore olandese.

## Biografia
Fratello di Pieter Verhoek, fu inizialmente istruito da questi nell'arte della pittura e in seguito divenne allievo di Adam Pynacker.
Si dedicò principalmente alla pittura di battaglie, accampamenti e scaramucce, soggetti equestri e paesaggi.
Eseguì approfonditi studi per migliorare la sua tecnica e molteplici schizzi di uomini e cavalli nei loro differenti movimenti, atteggiamenti e azioni, che costituivano materiale per realizzare le sue composizioni.
Fu un seguace di Jacques Courtois.